# Приключения Электроника
«Приключе́ния Электро́ника» — советский детский музыкальный трёхсерийный телефильм 1979 года режиссёра Константина Бромберга. Снят на Одесской киностудии по мотивам фантастических повестей Евгения Велтистова «Электроник — мальчик из чемодана» (1964), «Рэсси — неуловимый друг» (1971) и 
«Победитель невозможного» (1975). Музыку к фильму написал композитор Евгений Крылатов.
Премьера фильма состоялась 23 марта 1980 года в кинозале одесского санатория «Украина», а 2 мая того же года фильм вышел в телеэфир. Картина стала одним из самых популярных детских художественных фильмов за всю историю советского кинематографа, приобретя характер культового.

## Сюжет

### Серия 1. «Побег»
В заграничном городе Тэймере действует банда преступников, возглавляемая коварным криминальным авторитетом Стампом. Он поручает Урри, лучшему гангстеру банды, найти в СССР профессора Громова и похитить у него особую суперотмычку, известную под названием «Электроник», которая нужна банде для участия в «преступлении века» — ограблении городского музея. Прибыв на место, Урри узнаёт, что Электроник на самом деле — человекоподобный робот, внешне выглядящий, как обычный 12-летний мальчик, которого Громов прячет в своей квартире.
Громов создал Электроника с целью продемонстрировать вершину технической эволюции — искусственный интеллект Электроника способен к быстрому усваиванию любого материала и решению задач различной сложности. Но в то же время Электроник — не просто машина. У него формируется личность, и в день приезда Урри он просит Громова исполнить его мечту: ему хочется стать человеком и поступать так, как он сам этого хочет, а не так, как от него этого требует Громов.
Профессор решает отложить этот разговор, и Электроник, расценив это как предательство, сбегает из его квартиры. Помимо умственных способностей, он обладает выдающейся физической силой и может развивать скорость до 300 км/ч. После этого Громов говорит своей ассистентке Маше, которая знала про робота, что он специально отложил этот разговор, поскольку уверен: Электроник никогда не сможет стать человеком, и он боится, что когда Электроник сам это поймёт, то «может погибнуть». 
По совету Маши, Громов решает объявить Электроника в розыск в качестве своего племянника и для опознания предъявить фотографию мальчика с журнальной обложки, которую он использовал как образец, когда создавал внешность Электроника. Мальчиком на фотографии является школьник Сергей Сыроежкин, и случайным образом обстоятельства складываются так, что робот и его человеческий «прототип» встречаются. Сыроежкин, исповедующий кредо: «Не напрягаясь, жить в своё удовольствие», ближе знакомится с Электроником, поражается его уникальным возможностям и быстро берёт своего двойника в оборот: предлагает ему ходить вместо себя в школу и даже появляться у себя дома, убеждая его, что таким образом он сможет стать человеком.
Электроник соглашается, после чего Сыроежкин целыми днями наслаждается бездельем у себя в гараже, веселится и совсем не думает об учёбе и других делах, а робот быстро вписывается в его жизнь. У Электроника появляются друзья, учителя не могут нарадоваться на способного ученика, внезапно проявившего невиданные таланты в математике, физкультуре, рисовании и даже в пении, а родители Сыроежкина только радуются успехам своего псевдосына. О подмене никто не догадывается, так как единственное внешнее отличие Сыроежкина от Электроника только в том, что Электроник не выражает почти никаких эмоций.
Тем временем Урри раз за разом терпит неудачу, поражаясь уникальным способностям Электроника. Он не может сразу схватить робота, поскольку не может понять, как им управлять, и поэтому продолжает следить за обоими мальчиками. Со временем Сыроежкин понимает, что остался абсолютно один и не у дел, поскольку робот занял его место в жизни. Сознавая безысходность своего нового положения, Сыроежкин решает «выйти из подполья», признавшись друзьям, что в последнее время в школе и дома его заменял робот Электроник.

### Серия 2. «Тайна шестого „Б“»
Хвастливо рассказав друзьям о подмене, Сыроежкин вызывает у Электроника неожиданную реакцию: тот понимает, что, заняв место Сыроежкина, в конечном итоге заставил его страдать, хотя Громов всегда внушал ему, что создал его для помощи людям. Окончательно Электроника добивает случайно брошенная Сыроежкиным фраза о том, что он понятия не имеет, как ему стать человеком, а также что он может и не стать им вообще. Электроник, не захотев, чтобы Сергей страдал из-за него, убегает.
А тем временем возвращение Сергея на своё место в школе и дома вызывает множество конфузов: ведь Электроник сделал из него «звезду школы» (отличника по всем предметам, «ходячую энциклопедию», выдающегося певца, спортсмена и художника). Теперь преподаватели, уже привыкшие видеть в Сергее вундеркинда, оказываются в недоумении, сталкиваясь с его откровенно средними способностями. Как ни пытаются друзья «прикрывать» Сыроежкина, разница в уровне слишком очевидна. А в школу тем временем начинают приглашать «высоких» людей, чтобы продемонстрировать им способности Сыроежкина.
Тем временем Электроник, бесцельно бродя по городу, начинает использовать свои способности на благо людям, главным образом — в деле починки различных механизмов и приборов. За помощь в магазине детских игрушек ему достаётся игрушечная собака, из которой он создаёт себе спутника и друга — робота-пса Рэсси (редчайшая электронная совершенная собака и так далее). Наконец Электроника находит их общая с Сыроежкиным знакомая, девочка Майя, которая сообщает, что Сыроежкин попал в беду: в его школе физкультурник, впечатлившийся спортивными успехами «Сыроежкина», пригласил в школу тренера по хоккею для отбора в местную юношескую команду, попутно расписав ему самого «Сыроежкина» в самых ярких красках.
Тренер, однако, не может понять, почему Сыроежкин не демонстрирует никаких спортивных успехов, но тут в школу незаметно пробирается Электроник и в нужный момент заменяет Сыроежкина, благодаря чему репутация Серёжи в этот раз оказывается спасена, и его зачисляют в команду. Позже Сыроежкин извиняется перед Электроником и говорит, что не знает, как исполнить его мечту, потому что ему, по сути, «самому надо стать человеком». Электроник соглашается с ним и говорит, что всё понял: он станет человеком, если сделает что-то для себя, а не для других. В это время Громов, выйдя на след Сыроежкина и узнав, какие способности он недавно продемонстрировал в школе, догадывается о подмене и говорит Маше, что Электроник сумел доказать своё право на самостоятельность (он влился в коллектив людей, но никто не понял, что он робот), а это, по мнению профессора, уже делает мальчика-робота на шаг ближе к исполнению его мечты.
Наступает день, когда команда Сыроежкина должна играть с сильным противником. После долгих колебаний ребята решают, что играть должен Электроник, так как Сергей может подвести команду. Электроника уговаривают согласиться, сославшись на то, что если Громов будет наблюдать за игрой, то выигрыш послужит доказательством того, что его мечта осуществилась. Но во время игры Электроник, не понимающий сути хоккея, не только не обеспечивает своей команде выигрыш, но даже забивает гол в собственные ворота. Его спешно заменяет Сергей, который и забивает решающий гол.
Присутствующие на матче Громов и Маша, которые пришли туда, будучи уверенными, что в хоккей будет играть именно Электроник, испытывают недоумение, так как им кажется, что именно он и забил гол, а до этого играл Сыроежкин. А между тем, вследствие небольшой случайности, о существовании Электроника и подмене становится известно всей школе, и после матча вокруг Сыроежкина собирается толпа, требующая, чтобы он раскрыл свою личность, иначе гол могут отменить.
В разгар обсуждения появляется удручённый своей неудачной игрой в хоккей Электроник и объявляет, что финальный гол забил Сыроежкин, и поэтому он засчитан справедливо. Затем он подходит к Громову и признаёт его правоту и своё поражение. Неожиданно Громов видит, как по лицу Электроника бегут слёзы, и успокаивает его, что вызывает у Электроника улыбку, а у Громова — уверенность в том, что Электроник теперь точно стал человеком.
Громов решает забрать Электроника с собой, но на прощание позволяет тому побыть какое-то время наедине с Сыроежкиным, которому Электроник даёт маленькую рацию-медальон, через которую они смогут общаться на расстоянии (вторая рация висит на ошейнике Рэсси, и через неё Электроник отдаёт собаке команды). Урри, всё это время следивший за Электроником, улучив момент, когда тот будет один, похищает его с помощью специального парализующего чемодана, который магнитными волнами затягивает в себя Электроника. Сыроежкин видит похищение, но возвращается слишком поздно и не успевает что-нибудь предпринять.

### Серия 3. «Мальчик с собакой»
Урри вывозит Электроника в чемодане за границу, а за ним гонится Рэсси — не знающий усталости пёс, которого пустил по следу Сыроежкин. По прибытии в Тэймер Урри вместо благодарности получает недоверие: Стамп хочет знать, где у Электроника «кнопка» — способ заставить его прямо выполнять приказы. Он не верит Урри, заявляющему, что «кнопки» не существует — Электроник действует на своё усмотрение. Впрочем, постепенно Стамп убеждается в правоте Урри и решает, что с Электроником нужно общаться как с обычным наивным ребёнком.
Тем временем в школе Сыроежкина наступает хаос: после того, как история с подменой стала известна всем, оценки, полученные Электроником от имени Сыроежкина, аннулируются, и над Сергеем нависает угроза остаться на второй год. Учителя требуют от Сергея немедленной пересдачи по всем предметам, недвусмысленно указывая Сыроежкину, что он просто обязан выучить все школьные дисциплины и сдать их не хуже робота. Титаническими усилиями, с помощью друзей Сыроежкин добивается невозможного — подтверждает «пятёрки» по всем предметам.
В Тэймере Стамп убеждает Электроника, что в здании городского музея находятся великие полотна известных художников всех времён, которые правительство города не даёт лицезреть простым горожанам — ценителям высокого искусства (на самом деле музей закрыт из-за раннего времени). Стамп просит Электроника помочь в изъятии полотен из музея, чтобы потом выставить их на всеобщее обозрение, восстановив таким образом справедливость, и обещает вернуть потом домой. Электроник с помощью Рэсси пытается связаться с Сыроежкиным, чтобы получить его совет, но безуспешно — медальон-рация утерян Сыроежкиным, и Электронику никто не отвечает.
Бандиты под видом доставщиков привозят в музей «дар» — скульптурную композицию «Мальчик с собакой» — символ и герб Тэймера (на самом деле это переодетые и замаскированные Электроник с Рэсси), и бронзовое изваяние-истукан «в стиле модерн» с Урри внутри. Электроник, «ожив», отключает сигнализацию и впускает грабителей. Когда картины уже вывезены, бандиты неожиданно снова затягивают Электроника в чемодан.
Урри, освободив Электроника и Рэсси, раскрывает им глаза на истинные облик и цель Стампа и его банды. Электроник решает исправить свою ошибку, вернув украденные картины на прежнее место. Он захватывает грузовик и, преследуемый бандитами, возвращается в музей. Ситуация становится критической, но тут Рэсси ловит сигнал: Сыроежкин нашёл свой аппарат. Электроник рассказывает Сыроежкину свою ситуацию, и на другом конце тот с друзьями начинает думать, что же ему делать. Решение находит младшеклассник по фамилии Чижиков: Электроник должен запустить большие часы с колоколами, находящиеся на главной башне города, которые давно не работают, чтобы их боем привлечь внимание горожан.
Электроник запускает башенные часы, крепит вырезанные грабителями полотна к рамкам поворотного механизма, связанного с часами, и вместе с Рэсси забирается на шпиль здания, изображая мальчика с собакой, как на городском гербе. Бой часов будит весь город, и у башни начинает собираться народ. Раздосадованный Стамп, бросив свою банду, заблокированную в башне пришедшим в действие механизмом часов, вынужден срочно ретироваться, оставшись ни с чем.
В конце фильма профессор Громов привозит Электроника к школе, где учится Сыроежкин, и его окружает толпа, вместе с которой тот уходит со школьного двора. Последняя реплика фильма, которую произносит Чижиков, даёт понять, что начались каникулы.

## В ролях
- Юрий Торсуев — Сергей Сыроежкин («Сыроега») (озвучивание — Ирина Гришина, вокал — Елена Камбурова)
- Владимир Торсуев — Электроник («Э́лек», «Эл», «Электрон») (озвучивание — Надежда Подъяпольская, вокал — Елена Шуенкова)
- Николай Гринько — профессор Виктор Иванович Громов, создатель Электроника
- Елизавета Никищихина — Маша, ассистентка профессора Громова
- Василий Скромный — Макар Гусев («Гусь»)
- Максим Калинин — Корольков (озвучивание — Татьяна Канаева)
- Дмитрий Максимов — Смирнов
- Евгений Лившиц — Чижиков («Рыжиков»)
- Оксана Алексеева — Майя Светлова («Майка»)
- Валерия Солуян — Зоя Кукушкина («Колбаса»)
- Оксана Фандера — школьница, называвшая Чижикова Рыжиковым
- Николай Караченцов — Урри, гангстер из банды Стампа
- Владимир Басов — Стамп, главарь банды
- Майя Булгакова — директор школы
- Евгений Весник — Семён Николаевич Таратар, учитель математики
- Николай Боярский — Ростислав Валерьянович («Ростик»), учитель физкультуры
- Роза Макагонова — учительница пения
- Марина Самойлова — учительница рисования
- Галина Осташевская — учительница
- Валентин Кулик — Григорий Ильич, руководитель литературного кружка
- Наталия Васаженко — мама Сыроежкина
- Юрий Чернов — папа Сыроежкина
- Лев Перфилов — Люг, гангстер из банды Стампа
- Геннадий Ялович — Бри, гангстер из банды Стампа

## Съёмочная группа
- Сценарий: Евгений Велтистов
- Режиссёр: Константин Бромберг
- Операторы-постановщики: Константин Апрятин, Александр Полынников
- Монтажёр: Надежда Яворская
- Художник-постановщик: Владимир Лыков
- Композитор: Евгений Крылатов (стихи песен: Юрий Энтин)

## Музыка и песни
1-я серия:
- «Песенка Урри» (Николай Караченцов)
- «Мы — маленькие дети» (Елена Камбурова)
- «До чего дошёл прогресс…» (Елена Камбурова)
- «Крылатые качели» (Детский хор Государственного Академического большого театра под управлением Игоря Агафонникова, солистка Елена Шуенкова).
- «Грустная песенка Сыроежкина» (Елена Камбурова)

2-я серия:
- «Песня игрушек» (Детский хор Государственного Академического большого театра, партия механического робота — Игорь Агафонников, партия заводной обезьяны — Елена Шуенкова)
- «Это что же такое…» (Елена Камбурова)
- «Это знает всякий» (Детский хор Государственного Академического большого театра, солистка Елена Шуенкова)

3-я серия:
- «Крылатые качели» (реприза) (Детский хор Государственного Академического большого театра)
- «Песенка Стампа» (Владимир Басов)
- «Бьют часы на старой башне» (Детский хор Государственного Академического большого театра, солистка Елена Шуенкова)
- «Ты — человек» (Детский хор Государственного Академического большого театра, солистка Елена Шуенкова)
  - Симфонический оркестр Госкино СССР, дирижёр Д. Штильман
  - Инструментальный ансамбль «Мелодия» п/у Г. Гараняна

Всю музыку к фильму написал композитор Евгений Крылатов, автор слов песен — Юрий Энтин.
Песни из фильма вскоре после телепремьеры вышли на пластинке журнала «Кругозор» № 8 за 1980, это были песни: «Мы — маленькие дети», «Бьют часы на старой башне», «Крылатые качели». На гибкой пластинке завода «Грамзапись» также вышли песни: «До чего дошёл прогресс…», «Мы — маленькие дети», «Крылатые качели», «Ты — человек». На этих пластинках были опубликованы записи, сделанные на съёмках фильма в 1979 году, а аудиозапись песни «Крылатые качели» является не оригинальным саундтреком из фильма, а одним из не вошедших в фильм дублей. Записи на этих пластинках, как и оригинальная звуковая дорожка в фильме, были монофонические. В 1980 году песня «Крылатые качели» была включена в программу телефестиваля «Песня-80» где, в отличие от фильма, вместо сценки школьного исполнения требовался профессиональный концертный номер, для которого оригинальный текст песни из двух куплетов был короток. Евгений Крылатов долго уговаривал Юрия Энтина дописать текст, но тот ничего не хотел про это слышать, так как поссорился с режиссёром фильма, и находился в подавленном состоянии, поскольку считал что песня ему не удалась, и из-за него провален весь фильм. С большим трудом Крылатову удалось уговорить поэта дописать третий куплет, и в этой дополненной редакции песню исполнил Большой детский хор Центрального телевидения и Всесоюзного радио под управлением Виктора Попова, солистка Татьяна Мелёхина. В 1980 году фирма «Мелодия» также записала песни из фильма, и в 1981 году по просьбам слушателей выпустила отдельную пластинку «Крылатые качели». На пластинке указаны не «классические», а «рабочие» названия песен, то есть те, которыми они были первоначально обозначены для работы над фильмом. Популярность пластинки, как и самого фильма, была настолько велика, что вплоть до 1991 года включительно разные заводы грампластинок, принадлежавшие «Мелодии», каждый год допечатывали её тираж. Тем не менее фонограмма пластинки содержит как записи 1979 года, сделанные на съёмках фильма, так и записи 1980 года с другими исполнителями, поэтому она не полностью идентична музыке в фильме:
Сторона 1
1. Качели — БДХ ЦТ и ВР п/у Виктора Попова, солистка Таня Мелёхина (во всех тиражах её фамилия ошибочно указана, как Мелехова)
2. Мы маленькие дети — Елена Камбурова
3. Песенка Стампа — Владимир Басов
4. Это знает всякий — БДХ ЦТ и ВР п/у Виктора Попова, солист Костя Елисеев
5. Песня о колоколах — БДХ ЦТ и ВР п/у Виктора Попова, солистка Наташа Синькова

- Оркестр п/у Георгия Гараняна (2, 3)
- Оркестр п/у Александра Михайлова (1, 4, 5)

Сторона 2
1. До чего дошёл прогресс — Елена Камбурова
2. Грустная песенка Сыроежкина — Елена Камбурова
3. Заводные игрушки — Детский хор ГАБТ п/у Игоря Агафонникова
4. Песенка Урри — Николай Караченцов
5. Это что же такое — Елена Камбурова
6. Ты — человек — Детский хор ГАБТ п/у Игоря Агафонникова, солистка Елена Шуенкова

- Оркестр п/у Георгия Гараняна

В 2001 году студия грамзаписи «Bomba Music» выпустила компакт-диск с песнями из фильма «Приключения Электроника».

## Производство

### Подбор актёров
Изначально планировалось, что Электроника и Сыроежкина сыграет один мальчик, но режиссёр задумал снимать близнецов, в поисках которых ассистенты отсмотрели несколько сотен пар братьев-близнецов по всему Советскому Союзу. Володя и Юра Торсуевы были по счёту 368-й парой. Направление на кинопробы им дала завуч школы № 23, где они тогда учились. На эти пробы мальчики пришли зимним днём, когда стоял мороз под 40 градусов, и, кроме них, больше на встречу никто не пришёл. От исполнителей Сыроежкина и Электроника требовалось, чтобы они умели играть на гитаре, танцевать под музыку, ездить на мопеде и хотя бы немного петь. Торсуевы умели и то, и другое и, помимо всего остального, занимались в музыкальной школе. И поэтому в тот день выбрали именно их, хотя сначала на главные роли искали мальчиков немного помладше.
На пробах ребятам нужно было разыграть сцену в гараже, когда Сыроежкин объясняет Электронику, что значит быть человеком. При подготовке к сцене у братьев завязался спор, кто кого будет играть, так как обоим хотелось играть положительного Электроника. В конечном счёте Володя уступил Юре роль Электроника, потому что Юра был младше. И под таким распределением их и утвердили в фильм, однако буквально в первый же съёмочный день Константину Бромбергу что-то не понравилось в их игре, и он поменял их местами. В итоге более серьёзному Володе прекрасно подошла роль Электроника, а Юра гармоничнее смотрелся в образе задорного и разбитного Сыроежкина.
Но когда утвердили братьев Торсуевых, обнаружилось, что утверждённый до этого на роль верзилы-хулигана Макара Гусева мальчик был ниже их ростом. В итоге всё внимание ассистентов по подбору актёров переключилось на подбор исполнителя этой роли. Сыгравшего в конечном итоге роль Гусева мальчика Васю Скромного нашли случайно и при забавных обстоятельствах. Он скатился с перил на второго режиссёра фильма Юлию Константинову, когда она в последний решающий день заглянула в одесский интернат.
Роль девочки Майи Светловой Константин Бромберг предлагал уже прославившейся «Красной Шапочке» — Яне Поплавской, но юная звезда отказалась. На роль Майи также претендовала никому не известная тогда Оксана Фандера, но в фильме ей досталась лишь эпизодическая роль школьницы, которая всё время путает фамилию Чижикова. Сыгравшая в конечном итоге Майю Оксана Алексеева сама пришла на съёмки и, подойдя к оператору фильма Константину Апрятину, наивно спросила: «А когда же я буду сниматься?» Апрятин сам сделал пробу, и так Оксана и попала в картину.
Максима Калинина, который сыграл интеллектуала Королькова, нашли в бассейне «Динамо» и прямо там же сделали кинопробы, которые занесли в картотеку киностудий. Когда же с ним сделали пробу к «Электронику», то она ему очень не понравилась, и он до конца жизни не знал, чем тогда приглянулся Бромбергу. К тому же, как выяснилось, по замыслу художника-постановщика Владимира Лыкова, персонаж Корольков («Профессор») должен был выглядеть как долговязый блондин в очках. Однако утверждённый на эту роль Максим Калинин представляет собой полную противоположность — невысокий брюнет с нормальным зрением.
На роль профессора Громова пробовались Ростислав Плятт (его профессор показался режиссёру слишком вальяжным), Бруно Фрейндлих (актёр сразу после проб заболел), Леонид Броневой (он разругался с оператором) и Алексей Сафонов. В итоге роль Громова сыграл Николай Гринько.
Роль ассистентки профессора Громова Маши предлагали Ирине Муравьёвой, но у неё был слишком плотный съёмочный график. Лия Ахеджакова не попала в фильм из-за слишком неуживчивого характера. У Евгении Ханаевой не заладился дуэт с Николаем Гринько. А появившаяся на пробах Елизавета Никищихина так здорово отыграла вместе с ним, что режиссёр сразу её утвердил.
Когда Константина Бромберга спросили, кого он видит в роли предводителя банды — Стампа, он ответил: «Луи де Фюнеса», — после чего ассистент по актёрам позвонила Анатолию Папанову, но тот был занят. Владимир Басов неохотно согласился сниматься, потому что одну из ролей в фильме играла его бывшая жена Роза Макагонова (учительница пения), хотя совместных эпизодов у них не было.
На роль учителя физкультуры Ростислава поначалу утвердили Сергея Филиппова, но он заболел. Ходили разговоры, что Филиппов вообще «ненадёжен», потому что в любой момент может уйти в запой. В итоге учителем физкультуры стал Николай Боярский, дядя певца и актёра Михаила Боярского.
Изначально на роль Урри пробовался Леонид Каневский, но в результате эту роль сыграл Николай Караченцов.

### Съёмки
Съёмки проходили в Одессе, в течение восьми месяцев, всё это время дети-актёры жили в гостинице, практически самостоятельно. В свободное от съёмок время они посещали местную школу, впрочем, довольно неохотно — школа была украинской и с углублённым изучением английского языка. По воспоминаниям Владимира Торсуева, съёмочный процесс шёл довольно легко и свободно, режиссёр не давил на ребят и прислушивался к их мнению, барьера между детьми и взрослыми профессиональными актёрами не было.
Цветопередача советской плёнки «Свема» была такова, что актёрам приходилось накладывать плотный грим и ярко красить губы (причём только розовой помадой, поскольку красная на плёнке имела синеватый оттенок). Братьям Торсуевым для съёмок красили волосы в яркий блонд по моде тех лет. Существует предположение, что именно поэтому через несколько лет мальчики начали быстро лысеть. После того как в армии им обрили головы, кудри окончательно пропали.
Во время съёмок дети быстро росли, и приходилось постоянно перешивать им костюмы. Братья Торсуевы дважды сменили школьную форму. Иногда можно заметить последствия того, что сцены, идущие друг за другом, снимали в разное время, — например, девочка улыбается, демонстрируя полный ряд зубов, а в следующем кадре у неё уже нет парочки резцов.
Для съёмок эпизода, в котором Рэсси сгрызает пистолет Урри («Ты зачем оружие съел?»), съёмочной группой были приготовлены два пластмассовых пистолета: целый и с отпиленным («откушенным») стволом. Но на съёмке эрдельтерьер Чингиз на самом деле схватил пистолет зубами и разгрыз его в буквальном смысле. Поскольку больше целых пистолетов не было, в картину вошёл именно этот дубль. В целом Николаю Караченцову во время съёмок доставалось больше всех. В эпизоде, когда на голову Урри падает штанга (бутафорская), актёр рухнул наземь, напоровшись на сук. Режиссёру он ничего не сказал и только после съёмок поехал в больницу, где ему наложили шов.
Владимир Басов лично придумал костюм Стампа, так как заранее сшитый костюм по недоразумению оказался на три размера больше. Актёр рассердился, а потом скомандовал перепуганной художнице по костюмам: «Девочка, снимайте штаны!» Еле влез в её белые джинсы, нашёл в гримёрной чёрный свитер и остался доволен нарядом. Аналогично, Николаю Караченцову по неизвестной причине тоже не смогли подобрать джинсы, поэтому те, которые носит Урри на протяжении фильма, были из личного гардероба актёра Эрвинаса Пятярайтиса, который сыграл одного из членов банды Стампа.
Евгений Весник для роли учителя Таратара копировал Маршака — от произношения до изумлённого, вечно детского взгляда. А комичную походку (болтающиеся за спиной руки-плети) скопировал с врача своей районной поликлиники.
У Владимира и Юрия Торсуевых были звонкие, но совершенно не поставленные голоса. К тому же во время съёмок их голоса начали ломаться, а поскольку большая часть фильма снималась в Одессе, то к концу съёмок мальчики усвоили одесский говор. По этим причинам при монтаже все их реплики были переозвучены другими актёрами. Между тем Константин Бромберг с самого начала хотел, чтобы Электроник и Сыроежкин говорили разными по тембру голосами (чтобы зрителям было легче их различать), поэтому озвучивание было выполнено двумя актёрами, а не одним. В итоге у Сыроежкина голос заметно более грубый, чем у Электроника. Единственный фрагмент, который не был переозвучен, — смех Сыроежкина после того, как ему представляется Электроник в сцене их знакомства.

#### Места съёмок
Фильм снимался в Одессе, Москве, а также в Вильнюсском микрорайоне Лаздинай.
- Эпизод первой встречи героев фильма снят у д. 83 на углу Канатной улицы и переулка Орликова[12].
- Побег Электроника снимался на побережье Куяльницкого лимана и посёлка Котовского[10].
- Эпизод, в котором на Майю в парке нападают хулиганы, был снят в вильнюсском парке Вингис, причём в разных местах, потому что вначале на заднем плане заметна группа деревьев, а уже в следующей сцене (знакомство с Сыроежкиным) за спиной у Майи оказываются одинокое дерево и эстрадная площадка Вингиса. Эпизод, где Электроник проявляет интерес к собакам у искусственного водоёма, был снят в одесском парке имени Ленина (теперь парк Победы)[10].
- Одесский дворец спорта (был построен за год до съёмок), куда приезжает Сыроежкин для медицинского обследования перед матчем между командами «Интеграл» и «Альбатрос», расположен на проспекте Шевченко, 31. Здесь же Сыроежкин и Электроник наблюдают в окно, как Майя и другие девочки занимаются гимнастикой[13].
- Там же, на проспекте Шевченко, 1 находится здание Национального политехнического университета (тогда Дворец культуры студентов Одесского политехнического института), мимо которого в начале фильма Сыроежкин убегает от Гусева[10].
- Магазин игрушек (где Электроник устраивает очередное представление и позже забирает оттуда Рэсси) — «Детский мир» на улице Ленина, 14 (теперь Ришельевская)[10].
- События в заграничном городе снимались в вильнюсских районах Лаздинай и Старый город. Сцены в музее снимались во дворе Тракайского замка. В кадр также попал легендарный костёл Святой Анны (на протяжении фильма мимо него несколько раз проезжает банда Стампа), а также примыкающий к нему костёл Святых Франциска Ассизского и Бернардина Сиенского. В Лаздинае также находится Вильнюсская лаздинайская средняя школа (тогда просто школа № 36), заснятая в качестве экстерьера школы[14].

## Признание
Успех фильма выразился, в частности, в колоссальном количестве зрительских писем, которые были адресованы на киностудию, Евгению Велтистову, братьям Торсуевым, а также в редакцию газеты «Пионерская правда». Братья вспоминали, как они ежедневно получали до 40 писем, фотографировались в редакции «Пионерки» среди гор писем, пришедших туда, а их родители были вынуждены регулярно менять номер домашнего телефона. Владимир Приходько, биограф Велтистова, оценивает общее количество этих писем равным примерно 80 тысячам.
Согласно интервью с Максимом Калининым, исполнившим в фильме роль Вовы Королькова, Константин Бромберг впоследствии хотел пригласить весь детский состав в фильм «Чародеи», где они должны были сыграть домовых. Но родителям не понравилось, что их дети должны будут играть нечисть, и идея не была реализована.
Именно после этого фильма в начале 1980-х годов в СССР вошли в моду эрдельтерьеры: пёс такой породы играл в фильме собаку-робота Рэсси. Вопрос, адресованный Урри: «Где у него кнопка?» — вошёл в число крылатых выражений русского языка.
В 1981 году фильм был удостоен приза девятого Всесоюзного фестиваля телефильмов, который прошёл в Ереване. В следующем, 1982 году режиссёр картины Константин Бромберг и сценарист Евгений Велтистов стали лауреатами Государственной премии СССР.
По состоянию на 2009 год искусствоведами было защищено 12 диссертаций, посвящённых этому фильму. По результатам опроса, проведённого журналом Русский репортёр в 2014 году, «Приключения Электроника» вошли в сотню самых популярных у россиян фильмов всех времён и народов. Картина заняла 42-ю позицию, за неё голосовали преимущественно респонденты от 26 до 45 лет.

## Отличия от книг Евгения Велтистова
Хотя сценарий фильма писал сам Евгений Велтистов, экранизация оказалась достаточно далека от литературного оригинала. По существу, из книги заимствована только самая общая фабула и некоторые детали сюжета: от профессора-робототехника сбегает «электронный мальчик», встречает своего живого «близнеца», становится его другом и помощником, ходит вместо него в школу, затем мальчика-робота пытается похитить в криминальных целях некая зарубежная мафиозная структура.
Главное отличие — время действия: если у Велтистова буквально с первых страниц очевидно, что события повестей происходят хотя и в СССР, но не в брежневскую эпоху, а в неопределённом будущем — некоем футуристическом мире: в книге описываются, к примеру, такие фантастические для того времени реалии, как видеотелефон, ультратонкие настенные телевизоры, стены-дисплеи в помещениях школы, вертолёт-такси, небоскрёбы с садами-террасами на крышах, а также система климат-контроля в гостиничном номере, — то в фильме действие, вопреки тогдашней традиции советских детско-подростковых фантастических фильмов (таких как «Москва — Кассиопея», «Отроки во Вселенной» и «Большое космическое путешествие»), привязано к настоящему времени или самому ближайшему будущему (хотя некоторые футуристические технологии всё же присутствуют и в фильме: например, устройства для дальней радиосвязи между Электроником и Сыроежкиным или между Урри и бандой Стампа, чемодан-парализатор для похищения Электроника, сверхмощный магнит Урри, а также сам факт создания в те годы таких продвинутых роботов, как Электроник и Рэсси).
Заметны трансформации и отрицательных персонажей Велтистова. Злодей-мафиози Урри из пожилого водителя лимузина превращается в обаятельного молодого мотоциклиста (исполняемого Николаем Караченцовым), который выглядит своего рода «повзрослевшей» версией Сыроежкина. Так, мальчик, едущий на мопеде, появляется в картине вскоре вслед за проездом Урри на мотоцикле, и тот, и другой поют несколько пародийные песни с отчётливо рок-н-ролльным звучанием. Шеф же Урри из зловещего учёного-вивисектора Манфреда фон Круга превратился в сурового, но местами и весёлого главаря мафии Стампа.
Уже после выхода фильма, в 1988 году, Велтистов написал четвёртую научно-фантастическую повесть из цикла — «Новые приключения Электроника», в начале которой автор пересказывает финал фильма. Её герои переживают свалившуюся на них после выхода фильма известность и обсуждают отличия фильма от книжной реальности.
Илья Кукулин провёл мини-опрос[когда?], в котором приняло участие 50 человек 1965—1980 годов рождения, одним из результатов опроса стало то, что из тех, кто и читал книгу, и смотрел фильм, все показали разное отношение к этим произведениям, большинству больше понравился фильм, но были и такие, которым книга показалась заметно более глубоким произведением.

## Критика
По мнению литературоведа Ильи Кукулина, в сюжет и стилистику фильма легли два основных источника — детский фильм Валентина Козачкова «„Тигры“ на льду» (1971), в котором тоже использовалась взаимная подмена детей-близнецов, и фильм 1975 года «Приключения Буратино», отсылки к которому критик во множестве находит в «Приключениях Электроника».

## Продолжение
В 2010 году режиссёр Константин Бромберг объявил о съёмке второй части известного фильма. В картине должны были принять участие Владимир и Юрий Торсуевы, Николай Караченцов и Константин Хабенский, снимать тридцатисерийный сериал планировалось в США. Тем не менее съёмки так и не были начаты.
Как рассказывал Бромберг, каждая серия основана на каком-то неизвестном открытии российской науки. Электроник, согласно сценарию, пережил все невзгоды последних лет. Сыроежкин стал директором института, в котором раньше работал профессор Громов. У Сергея родился сын, в чём судьба героя полностью совпадает с моей. Сыроежкин-младший будет очень похож на отца и станет главным действующим лицом.Юрий Торсуев
В 2010 году на СТС вышел российский 40-серийный молодёжный сериал «Нанолюбовь», который можно считать ремейком «Приключений Электроника». Действие перенесено в современную Россию, главные герои «повзрослели» и «поменяли пол» (это студентка журфака Нина Колесникова и робот Нана, её случайная портретная копия). Максимум внимания отдано практически не затрагиваемой в «Электронике» романтической теме (за исключением знакомства Сыроежкина с Майей Светловой и трудно скрываемого неравнодушия к нему Зои Кукушкиной), но в сюжете, тем не менее, легко узнаются узловые моменты и отдельные детали «Приключений Электроника», что даже вызвало недовольство Бромберга. Предполагалось снять второй сезон, в котором даже анонсировалось камео-появление Электроника и Сыроежкина в исполнении братьев Торсуевых. Однако продолжение из-за низких рейтингов снимать не стали.
В сентябре 2022 года Юрий и Владимир Торсуевы посетили кинофестиваль «Золотой Феникс». Актёры заявили, что участвуют в новом проекте — продолжении фильма «Приключения Электроника», где главные герои повзрослели.
В 2024 году стало известно, что российский сценарист Андрей Золотарёв, ранее работавший над сериалом «Слово пацана. Кровь на асфальте» и трилогией «Лёд», работает над сценарием продолжения известной истории.